# Olaszfalu megállóhely
Olaszfalu megállóhely egy megszűnt Veszprém vármegyei vasúti megállóhely, melyet működési ideje alatt a MÁV üzemeltetett. Olaszfalu település nyugati határa közelében helyezkedett el, de már Zirc közigazgatási területén, a 82-es főút vasúti keresztezése közelében.

## Vasútvonalak
Az állomást az alábbi vasútvonalak érintették:
- Győr–Veszprém-vasútvonal

## Kapcsolódó állomások
A vasútállomáshoz az alábbi állomások vannak a legközelebb:
- Zirc vasútállomás (Győr vasútállomás, Győr–Veszprém-vasútvonal)
- Lókút megállóhely (Veszprém vasútállomás, Győr–Veszprém-vasútvonal)